# 11. tisućljeće pr. Kr.
◄ | 12. tisućljeće pr. Kr. | 11. tisucljeće pr. Kr. | 10. tisućljeće pr. Kr. | ►
110. stoljeće pr. Kr. | 109. stoljeće pr. Kr. | 108. stoljeće pr. Kr. | 107. stoljeće pr. Kr. | 106. stoljeće pr. Kr. | 105. stoljeće pr. Kr. | 104. stoljeće pr. Kr. | 103. stoljeće pr. Kr. | 102. stoljeće pr. Kr. | 101. stoljeće pr. Kr.
11. tisućljeće pr. Kr. je je razdoblje od 11000. pr. Kr. do 10001. pr. Kr..

## Glavni događaji i razvoji
- 10930. pr. Kr. - Erupcija vulkana Laacher See.

## Vanjske poveznice
|  | Zajednički poslužitelj ima još gradiva o temi 11. tisućljeće pr. Kr. |